# Gephyrochromis
Gephyrochromis è un piccolo genere di ciclidi haplochromini endemico del Lago Malawi, nell'Africa orientale.

## Specie
Vi sono attualmente due specie riconosciute in questo genere:
- Gephyrochromis lawsi (Fryer, 1957)
- Gephyrochromis moorii (Boulenger, 1901)